# Hans Christoff de Kœnigsmark
Pour les articles homonymes, voir Kœnigsmark.
 (avril 2019).
Si vous disposez d'ouvrages ou d'articles de référence ou si vous connaissez des sites web de qualité traitant du thème abordé ici, merci de compléter l'article en donnant les références utiles à sa vérifiabilité et en les liant à la section « Notes et références ».
Le comte Hans Christoff de Kœnigsmark, de Tjust (1605 - 1663), fils de Conrad de Kœnigsmark et de Beatrix von Blumenthal, est un militaire suédo-allemand.

## Biographie
Issu de la famille de Kœnigsmark et commandant la légendaire colonne volante de Suède, une force qui a joué les premiers rôles dans la stratégie de Gustave II Adolphe de Suède, il est nommé général en chef en 1640, gouverneur-général de Brême-Verden en 1645, conseiller privé du roi en 1651, et maréchal en 1655. Il est connu principalement pour son assaut sur Prague en 1648 qui a mis fin à la guerre de Trente Ans. Le roi de Suède le comble d'honneurs. Dans la première guerre du Nord, entreprise par Charles X, il fait naufrage et se trouve prisonnier à Dantzig, et enfermé dans le fort de Weichselmünde, d'où il n'est délivré qu'à la paix d'Oliva. Il est le père de Kurt Christoph de Kœnigsmark (1634-1673) et d'Otto Wilhelm de Kœnigsmark (1639–1688).